# Newtonia lavarambo
A Newtonia lavarambo a madarak osztályának verébalakúak (Passeriformes) rendjébe és a vangagébicsfélék (Vangidae) családjába tartozó faj.

## Rendszerezése
A fajt Steven M. Goodman, Jane L. Younger, Marie J. Raherilalalo és Sushma Reddy írták le 2018-ban. A Newtonia amphichroa alfaja volt Newtonia amphichroa lavarambo néven. Önálló fajként a szervezetek nagyobb része, még nem fogadta el.

## Előfordulása
Madagaszkár délkeleti részén honos. Természetes élőhelyei a szubtrópusi vagy trópusi hegyi esőerdők.

## Természetvédelmi helyzete
A Természetvédelmi Világszövetség Vörös listáján még nem szerepel.